# Озёрный (Вологодская область)
Озёрный — посёлок в Вожегодском районе Вологодской области.
Основан в 1946 году.
Входит в состав Мишутинского сельского поселения, с точки зрения административно-территориального деления — в Мишутинский сельсовет.

## География
Расстояние по автодороге до районного центра Вожеги — 71,7 км, до центра муниципального образования Мишутинской — 15,7 км. Ближайшие населённые пункты — Исаково, Фатьяново, Ивановская.

## История
В 1966 г. указом президиума ВС РСФСР поселок Исаковского лесопункта переименован в Озёрный.

## Население
| 2010 |
| ---- |
| 263  |

На территории поселка в основном развита такая отрасль хозяйства, как заготовка древесины.
В настоящее время налажено автобусное сообщение: два раза в неделю ездит автобус в пос. Вожега. Пассажирскими перевозками занимается ИП Дмитриев В. П.
В Озёрном имеется отделение связи ФГУП «Почта России» ОС Озёрный 162174.
Торговля представлена в виде двух магазинов:
— Исаковский магазин (Вожегодское РайПО)
— Исаковский магазин (ИП Серкова)
Социальная сфера поселка:
— Исаковский ФАП (БУЗ ВО «Вожегодская ЦРБ»
— Исаковский дом культуры (МБУК «Вожегодское РКДО»